# Denis Zanette
Denis Zanette (Sacile, 23 maart 1970 – Pordenone, 10 januari 2003) was een Italiaanse wielrenner. Zanette kende zijn piek in de jaren 90. Hij was een gepatenteerde aanvaller. In 2003 stierf Zanette op 32-jarige leeftijd aan een hartaanval.

## Carrière
Denis Zanette maakte zijn debuut in 1995 bij de Italiaanse ploeg Aki-Gipiemme-Pitti Shoes. Zanette won dat jaar meteen een rit in de Ronde van Italië, iets wat hij in 2001 zou herhalen. Op zijn erelijst prijken verder etappezeges in de Ronden van Portugal (1998) en Denemarken (2000). In 2001 werd hij derde in de Ronde van Vlaanderen.
Op 10 januari 2003 overleed Zanette aan de gevolgen van een hartaanval tijdens een bezoek aan de tandarts. Hij verloor op jonge leeftijd zijn vader: hij was ook aan een hartaanval overleden. Twee dagen na zijn overlijden startten de autoriteiten uit zijn woonplaats Pordenone een onderzoek naar de doodsoorzaak van Zanette, want deze werd in verband gebracht met dopinggebruik. Op 15 januari maakten de onderzoekers bekend dat het een natuurlijke dood was.

## Overwinningen
1995
- 18e etappe Ronde van Italië

1996
- 1e etappe Giro di Sardegna,

1998
- 8e etappe Ronde van Portugal + puntenklassement

2000
- 1e etappe Post Danmark Rundt

2001
- 10e etappe Ronde van Italië

## Resultaten in voornaamste wedstrijden
| Jaar | Ronde van Italië | Ronde van Frankrijk | Ronde van Spanje |
| ---- | ---------------- | ------------------- | ---------------- |
| 1995 | 71e (1)          | opgave              |                  |
| 1996 | 54e              |                     | 71e              |
| 1997 | 77e              |                     |                  |
| 1998 | buiten tijd      |                     |                  |
| 1999 | 107e             |                     |                  |
| 2000 | opgave           |                     |                  |
| 2001 | 101e (1)         |                     |                  |
| 2002 | 119e             |                     | 104e             |

| Jaar | Milaan-San Remo | Gent-Wevelgem | Ronde van Vlaanderen | Parijs-Roubaix | Amstel Gold Race | Ronde van Lombardije | Parijs-Brussel | Parijs-Tours |  | WK op de weg |
| ---- | --------------- | ------------- | -------------------- | -------------- | ---------------- | -------------------- | -------------- | ------------ |  | ------------ |
| 1995 | 82e             | 87e           |                      | 46e            |                  |                      |                |              |  |              |
| 1996 | 83e             |               | 54e                  | 26e            | 80e              |                      |                | 76e          |  |              |
| 1997 |                 | 85e           |                      | 34e            |                  |                      |                |              |  |              |
| 1998 |                 |               |                      |                |                  |                      |                |              |  |              |
| 1999 | 148e            | 52e           | 9e                   | 12e            | 39e              |                      |                | 65e          |  |              |
| 2000 | 91e             |               | 37e                  | 47e            | 99e              | 42e                  | 6e             | 48e          |  | 51e          |
| 2001 | 51e             |               | ↑                    | 18e            |                  |                      |                |              |  |              |
| 2002 |                 |               | 42e                  | 29e            |                  |                      |                | 143e         |  |              |

## Ploegen
- 1995: Aki - Gipiemme
- 1996: Aki - Gipiemme
- 1997: Aki - Safi
- 1998: Vini Caldirola - Longoni Sport
- 1999: Team Polti
- 2000: Liquigas - Pata
- 2001: Liquigas - Pata
- 2002: Fassa Bortolo
- 2003: Fassa Bortolo